# SS Great Britain
El SS Great Britain es un transatlántico británico que fue diseñado por Isambard Kingdom Brunel, botado el 19 de julio de 1843. Muy avanzado en su época, fue el primer transatlántico con casco hecho de hierro y fue el primer barco de pasajeros en ser propulsado con una hélice. En el momento de su terminación, el Great Britain era, con sus 98 metros de eslora, el barco más grande del mundo y siguió siéndolo hasta 1853, cuando fue superado por el RMS Atrato.
Era propulsado por dos motores con doble cilindro inclinados del tipo de acción directa, con cilindros dobles de 220 cm de diámetro y 180 cm de carrera. También estaba provisto de velas como modo de propulsión secundario.
Originalmente fue diseñado con cuatro cubiertas, permitiendo transportar 360 pasajeros y 130 tripulantes, pero cuando fue construida una cubierta extra, su capacidad aumentó hasta un total de 730 pasajeros. El 26 de julio de 1845 realizó su viaje inaugural hacia Nueva York, cruzando el océano Atlántico en  14 días.
Tras haber encallado en la bahía de Dundrum (Irlanda) en 1846, fue desencallado en 1847 y vendido en 1850, siendo reparado y modificado. El Great Britain transportó miles de inmigrantes a Australia desde 1852 hasta ser convertido en velero de transporte de carbón en 1882. Cuatro años después, fue retirado a las islas Malvinas, donde sirvió como almacén de carbón hasta ser barrenado y abandonado en 1937.
Gracias a varias donaciones de dinero, el buque pudo ser rescatado en 1970 y llevado de vuelta al Reino Unido, regresando al dique seco de Bristol (Inglaterra) en el que había sido construido para ser restaurado. Hoy en día, el Great Britain se emplea como barco museo en el puerto de Bristol y recibe entre 150 000 y 175 000 visitantes cada año.
El barco fue en 1988, temporalmente, uno de los antiguos bienes de la Lista Indicativa de Reino Unido.

## Historia

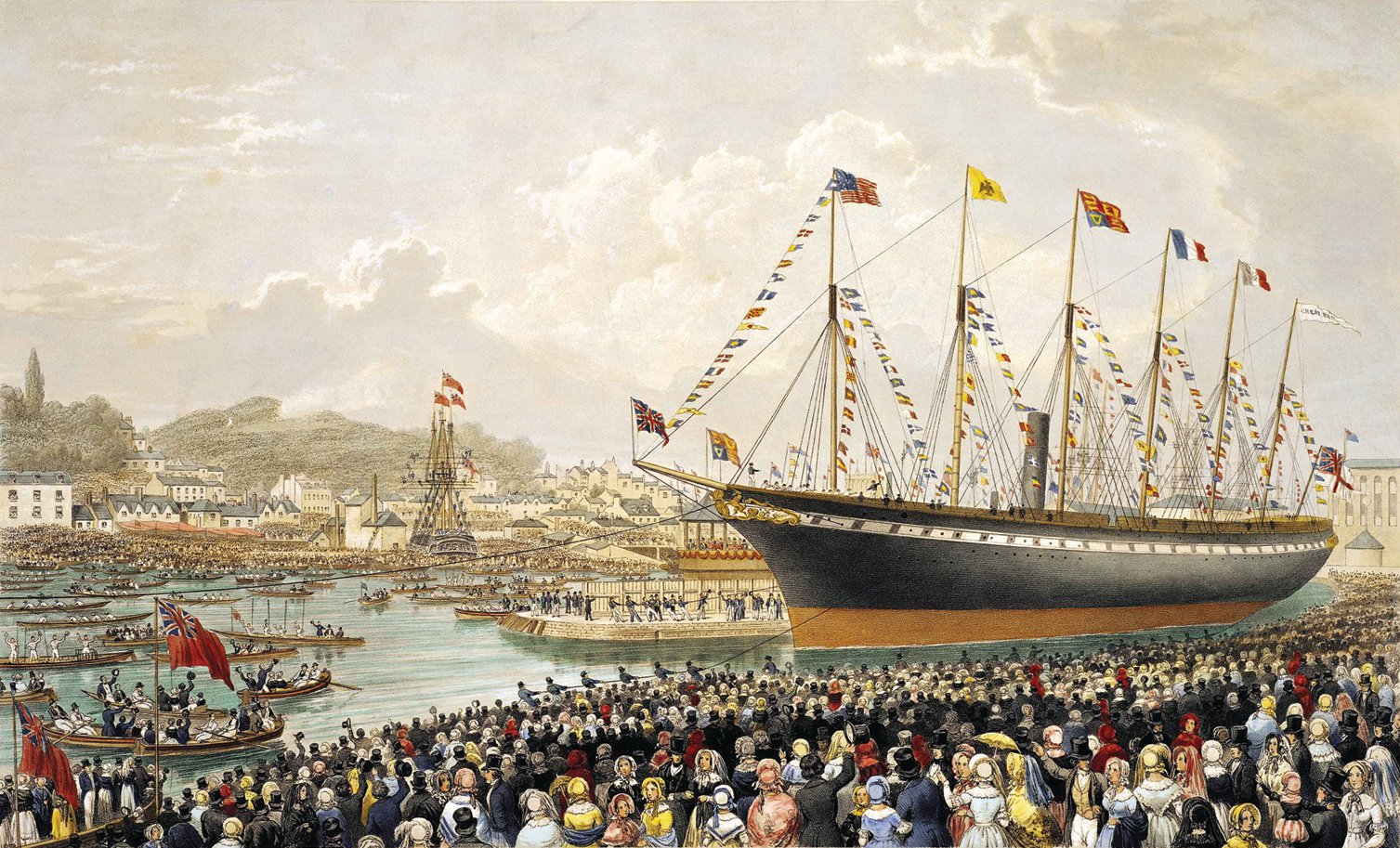
Botadura del Great Britain en Bristol. Cuadro pintado por Joseph Walter.

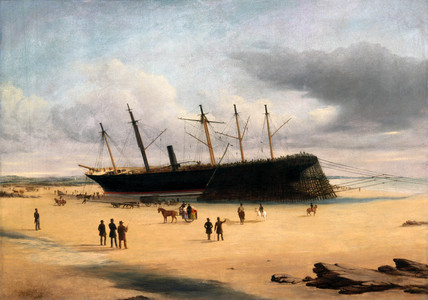
El Great Britain encallado en la bahía de Dundrum (1846).

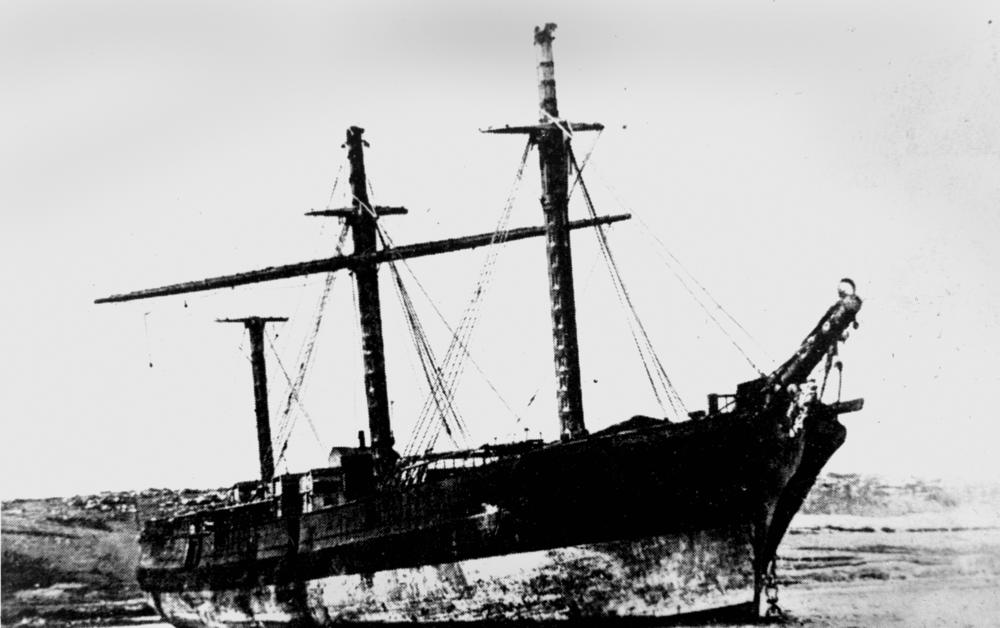
El Great Britain en las islas Malvinas, cuando aún era usado para almacenar carbón. (1936).

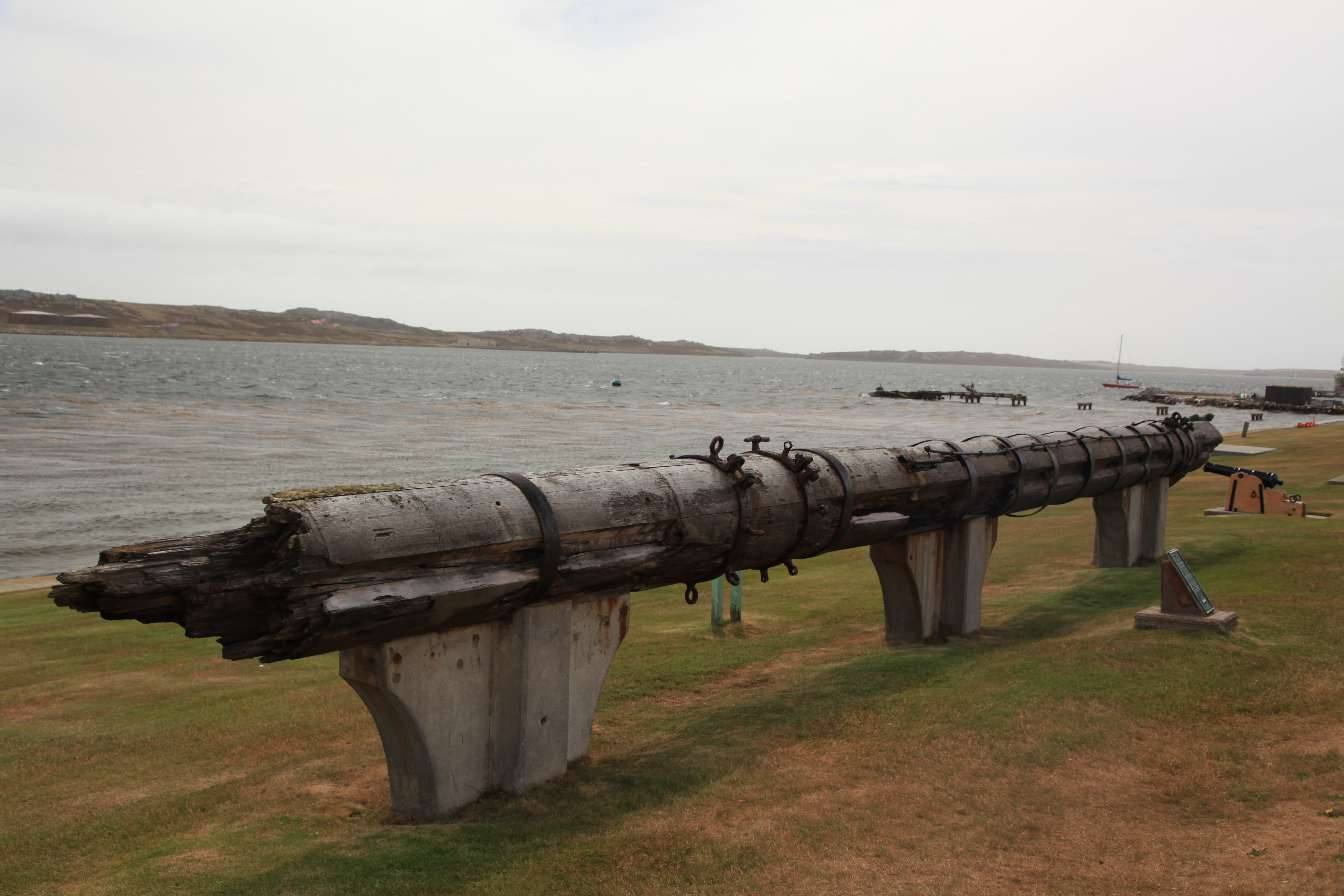
El mástil del Great Britain en Puerto Argentino/Stanley.

El Great Britain fue diseñado por Isambard Kingdom Brunel, Thomas Guppy, Christopher Claxton y William Patterson para la Great Western Steamship Company. Originalmente, el barco había sido diseñado con ruedas de palas laterales, pero Brunel se dio cuenta de las ventajas que ofrecía la hélice y decidió modificar el diseño. Fue construido en Bristol, en un dique seco especialmente adaptado.
La botadura tuvo lugar el 19 de julio de 1843, en presencia del príncipe Alberto. Las condiciones del tiempo eran generalmente favorables, pero los diarios registraron que, después de un mal inicio, el tiempo mejoró con sólo algunas lluvias intermitentes. El ambiente de ese día puede ser mejor definido por un reportaje publicado al día siguiente en el The Bristol Mirror: 

"Grandes multitudes empezaron a reunirse temprano al amanecer incluyendo muchas personas que viajaron a Bristol para ver el espectáculo. Había un ambiente general de anticipación mientras el emblema real era desplegado. El recorrido procesional había sido limpiado y Temple Street decorada con banderas, pancartas, flores y cintas. Niños de la escuela local y niñas de la Red Maids estaban esperando en formación ordenada a lo largo de toda la longitud del Exchange. El camino era una masa de color y todo el mundo estaba en las calles, ya que era un día festivo. El ambiente de alegría incluso permitió que los pensamientos se alejaran de los problemas de la disensión política en Londres".

El 26 de julio de 1845, el buque realizó su viaje inaugural desde Liverpool hacia Nueva York, trayecto que finalizó en 14 días. Debido a un error de navegación, en noviembre de 1846 (solo un año después de haber realizado su primer viaje), el barco encalló en las arenas de la bahía de Dundrum, en el condado de Down (Irlanda) y había serias dudas de si sería posible desencallarlo. El propio Brunel aconsejó que si había un ingeniero naval que pudiese hacerlo este sería James Bremner de Escocia. Bremner fue contratado y el Great Britain fue desencallado en agosto de 1847. Entretanto, el coste de salvar al Great Britain llevó a la quiebra a la Great Western Steamship Company, y fue vendido a Gibbs, Bright & Co. en 1850 y transformado en un barco de emigración. Fue construida una nueva cubierta, se modificó la estructura de camarotes interna (permitiendo transportar hasta 730 pasajeros), se cambió la maquinaria (debido a que la original quedó totalmente inservible), fue añadida una segunda chimenea y el número de mástiles fue reducido de seis a cuatro. El Great Britain pasó entonces a realizar la mayoría de sus viajes entre el Reino Unido y Australia. En 1852, realizó su primer viaje hacia Melbourne (Australia), transportando 630 emigrantes. El interés por el barco fue tan grande en la ciudad que aproximadamente 4000 personas pagaron un chelín para verlo.
Entre 1855 y 1858 también fue usado para el transporte de tropas durante la Guerra de Crimea y la rebelión de los Cipayos, y en 1882 fue transformado en un velero para el transporte de carbón, siendo retiradas sus máquinas.
En 1886, un incendio a bordo dañó seriamente al buque, y fue entonces vendido a la Falkland Islands Company, permaneciendo en las islas Malvinas como barco para almacenamiento de carbón hasta 1937, cuando fue barrenado y abandonado. En su papel como carbonero fue utilizado para reabastecer a la marina del Atlántico Sur, que derrotó a la flota del almirante alemán Maximilian von Spee en la batalla de las islas Malvinas durante la Primera Guerra Mundial. En la Segunda Guerra Mundial, cuando ya había sido abandonado, parte de su acero fue utilizado para reparar el HMS Exeter, uno de los navíos de la Marina Real Británica que fue seriamente dañado en la batalla del Río de la Plata en diciembre de 1939.
En los años 1930 y 1960 se intentó rescatar el barco, pero los intentos no tuvieron éxito. Permaneció en las Malvinas hasta 1970, cuando finalmente regresó a Inglaterra para ser restaurado. Antes de que saliese de las islas, un mástil fue dejado en Puerto Argentino/Stanley, como recuerdo del tiempo que estuvo en las Malvinas. Este mástil, con un diámetro de 1,06 metros, está montado en Victory Green, frente al hotel Upland Goose.

## Recuperación y restauración

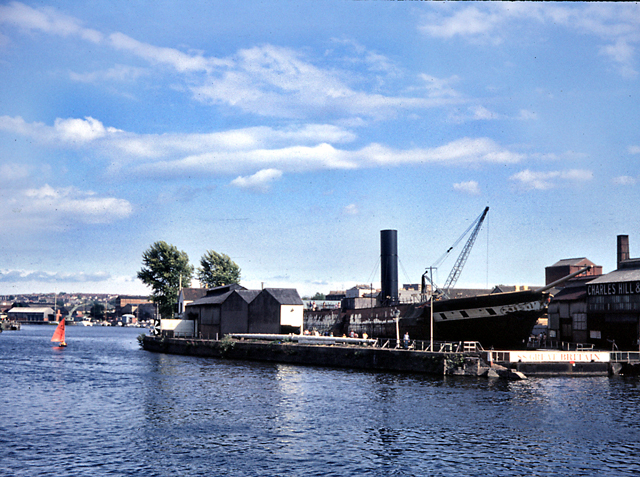
El Great Britain en proceso de restauración (julio de 1975).

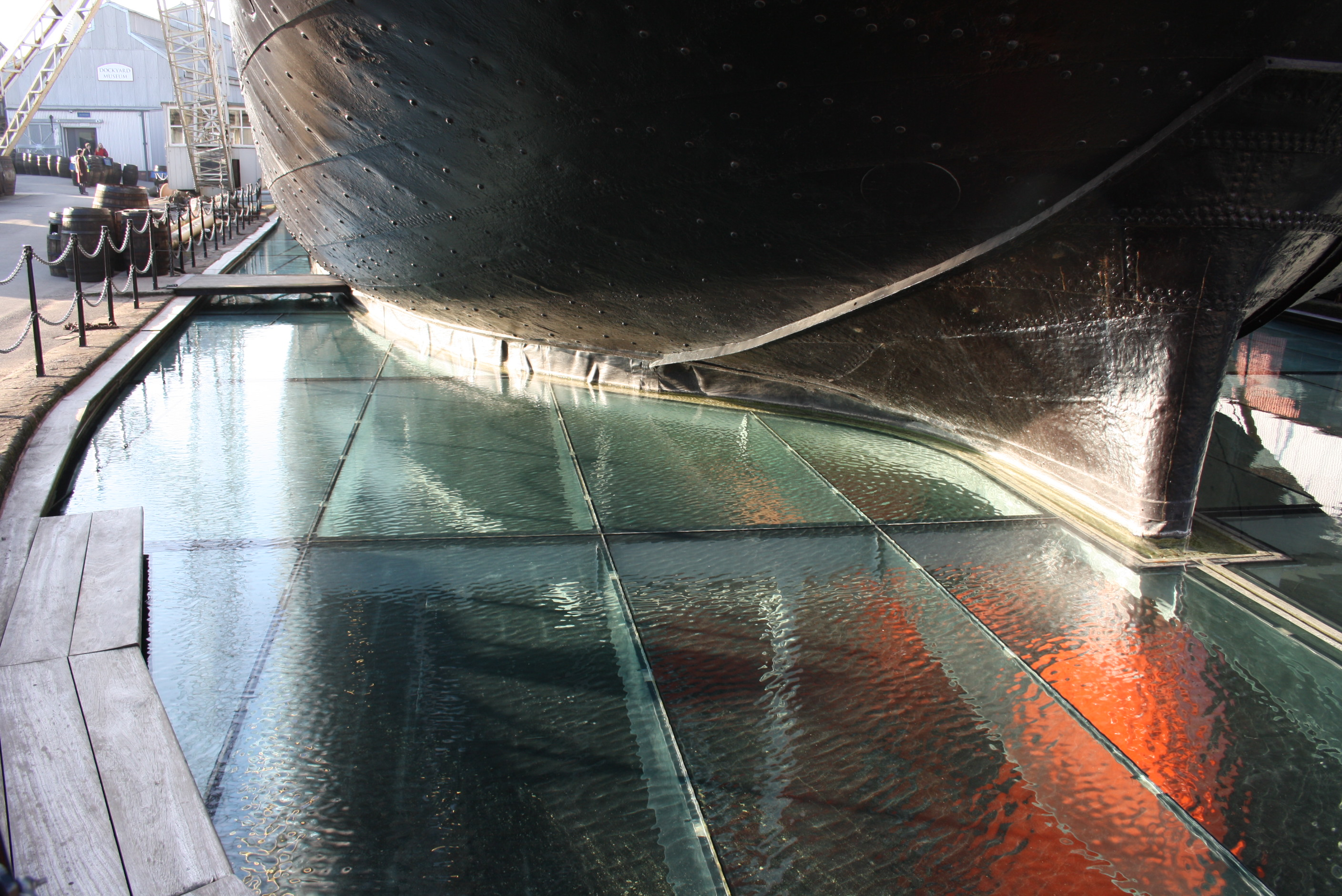
La placa de cristal alrededor del barco.

En abril de 1970, el barco fue reflotado sobre el pontón sumergible Mulus III, y fue llevado de vuelta a Bristol por el remolcador alemán Varius II, para ser conservado como barco museo. El SS Great Britain regresó entonces a su lugar de nacimiento, el dique seco del astillero de la Great Western, el cual había sido abandonado durante la Segunda Guerra Mundial debido a los daños causados por una bomba. A día de hoy, este dique es un Monumento clasificado del Reino Unido, listado como grado II.
La operación de salvamento sólo fue posible gracias a diversas donaciones, incluyendo una de Jack Hayward y otra de John Paul Getty, la cual había sido organizada por el SS Great Britain Project (un grupo presidido por Richard Goold-Adams). Originalmente, la intención era restaurar el buque conforme al estado original de 1843. Sin embargo, la filosofía del proyecto fue alterada, y se fijó el objetivo de conservar todo el material anterior a 1970.
En 1984 el SS Great Britain fue designado como un Hito histórico de la ingeniería mecánica por la Sociedad Estadounidense de Ingenieros Mecánicos (ASME, por su sigla en inglés), siendo la cuarta designación de esa categoría fuera de los Estados Unidos.
En 1998, tras una extensa inspección, se descubrió que el casco aún seguía corroyéndose debido al húmedo ambiente del puerto, y las estimaciones le daban al barco 25 años antes de que se corroyera por completo. Para evitar el avance de la corrosión y preservar el material original del casco, se inició un amplio trabajo de conservación, que culminó en la instalación de una placa de cristal alrededor de la línea de flotación (la cual está cubierta de agua y simula que el barco está flotando), con dos deshumidificadores para eliminar la humedad.

### Premios
Los ingenieros Fenton Holloway ganaron en 2006 el premio IStructE a los Edificios históricos por la restauración del SS Great Britain. En mayo de ese año el barco también ganó el prestigioso premio Gulbenkian a los museos y galerías. El director del jurado, el profesor Robert Winston, comentó:

"El SS Great Britain consiguió nuestro voto unánime por ser excepcional en todos los niveles. Combina una pieza de museo realmente innovadora, una ingeniería notable y una fascinante historia social además de un barco visualmente asombroso por encima y por debajo de la línea de flotación. Aún más importante, el SS Great Britain es accesible y altamente interesante para gente de todas las edades".

El proyecto ganó el premio The Crown Estate Conservation en 2007, y el premio Micheletti al museo europeo del año en la categoría de Mejor museo industrial o tecnológico. En 2008, el valor educativo del proyecto fue galardonado con el premio Sandford en Educación histórica. A pesar de los premios recibidos por el Great Britain, la forma en que se presenta la exposición ha sido criticada por presentar un punto de vista particular de la historia cultural en general y el Imperio británico en particular.

## En la cultura popular
- El programa de ITV1 The West Country Tonight, en julio de 2010, contó cinco aspectos de la historia del SS Great Britain: su historia, su restauración y recuerdos de los bristolianos de su regreso a la ciudad, mostrando sus grabaciones caseras del evento. El corresponsal Robert Murphy viajó a las islas Bahamas para una entrevista exclusiva con Sir Jack Hayward, y luego se trasladó a las islas Malvinas donde habló con los isleños que trabajaron en el equipo de salvamento.[20]

- Un documental de la BBC West titulado When Brunel's Ship Came Home cuenta la historia de la operación de salvamento, y fue emitido en la BBC One en el oeste de Inglaterra el 12 de julio de 2010. Incluye los recuerdos de muchas de las personas que participaron.[21]

- Un cortometraje de animación de 15 minutos titulado The Incredible Journey, producido con la Universidad del Oeste de Inglaterra, cuenta la historia del regreso del buque a Bristol desde las islas Malvinas en 1970.[22]

- En el año 2015 se anunció que el nuevo pasaporte británico podría incluir una imagen del SS Great Britain en una página de innovaciones emblemáticas.[23][24]